# علي الترك
السيّد علي بن أبو القاسم بن فرج الله الموسوي الشهير بـالتُرك (1869 - 28 يناير 1907) (1285 - 14 ذو الحجة 1324) شاعر عربي وخطيب ديني عثماني عراقي. ولد في النجف بولاية بغداد العثمانية ونشأ بها في عائلة موسوية إثنا عشرية. ولدية من الإخوه  السيد حسين و السيد محمد و قد درس على أبيه أولًا، ثم أكمل المقدمات على المشايخ. أتقن اللغتين الفارسية والتركية. عمل خطيبًا دينيًا في وطنه، ثم في طهران عاصمة الدولة القاجارية لسنتين. تفوّق لغزارة علمه وحسن تصرفه فأصبحت لمنابره شهرة واسعة. توفي بولاية الحجاز بسبب وباء الكوليرا السادس خلال حجه لعام 1324 هـ ولم يبلغ الأربعين من العمر. له ديوان شعر، مفقود. 

## سيرته
هو السيّد علي بن أبو القاسم بن فرج الله الموسوي النجفي. ولد في النجف بولاية بغداد العثمانية سنة 1285 هـ ونشأ بها. أخذ عن أبيه وبعض علماء عصره مقدمات العلوم، ثم توجّه إلى خطابة دينية، فأخذ فنها عن محمد علي الجابري حتى برع وبرز بوصفه خطيبًا حسينيًا. وكان لمعرفته باللغات العربية والفارسية والتركية أثرٌ في شهرته، وقد تفوّق على خطباء عصره. كان له احترام وتقدير عند العام والخاص، بل عند الدولة القاجارية، إذ نال الإكرام من مظفر الدين القاجاري الذي قدّمه على مجموعة من الخطباء حينما توجه إليه بطهران، فبقي هناك سنتين ثم عاد إلى العراق.

توفي أثناء حج لعام 1324 هـ بسبب انتشار مرض الهيضة خلال وباء الكوليرا، حيث توجهه من منى إلى مكة بعد أدائه المناسك، ولم يبلغ الأربعين من عمره. 

## شعره
له مجموعة أدبية ضمّت الكثير من شعره، تقع في ثلاثة أجزاء كبيرة الحجم، كانت عند أخيه الأكبر محمد، ومصيرتها مجهولة. جاء في معجم البابطين عنه «انشغل ما أتيح من شعره بالرثاء. ويمتاز بنفس شعري طويل، بدا ذلك من خلال مطولته في رثاء الحسين. اتسمت لغته بطواعيتها وطاقتها التصويرية، وخيالها النشيط. التزم عمود الشعر إطارًا في بناء ما أتيح من شعره.»  من شعره بعنوان «وجدٌ وصبر»:

## وصلات خارجية
- في بوابة الشعراء